# Dweezil Zappa
Dweezil Zappa (Los Ángeles, 5 de septiembre de 1969) es un guitarrista de rock, hijo de Frank Zappa.

## Biografía
Dweezil Zappa nació en Los Ángeles (California, Estados Unidos), hijo de Gail Sloatman y Frank Zappa y segundo de cuatro hermanos: su hermana mayor, Moon Unit, y sus hermanos menores Ahmet y Diva. Dweezil es el nombre que usaba Frank Zappa para referirse al dedo meñique del pie de su mujer. El hospital se negó a inscribir al niño con ese nombre, como era deseo de sus padres, que lo tuvieron que hacer bajo el nombre de Ian Donald Calvin Euclid Zappa, aunque toda su familia y sus conocidos siempre lo llamaron Dweezil. A los cinco años Dweezil al ver su certificado de nacimiento se enteró de su verdadero nombre legal y exigió a sus padres tomar medidas, por lo que contrataron a un abogado para cambiarle su nombre legalmente.
Comenzó a tocar la guitarra imitando a Eddie Van Halen, su guitarrista favorito. En los años 80 trabajó como Vj en la MTV y grabó algunos álbumes como guitarrista de otros artistas. En 1986 participó en la película Pretty in Pink.
A mediados de 1990, puso la voz a Ajax Duckman en la serie animada Duckman. En 1987 participó en la película de Arnold Schwarzenegger The Running Man. También apareció en el programa Normal Life con su hermana Moon Unit, y en Laverne y Shirley, protagonizada por Cindy Williams. Compuso el tema musical de The Ben Stiller Show. En 1998 tuvo una pequeña aparición en la película de Michael Keaton Jack Frost.
El 3 de septiembre de 2005 se casó en Los Ángeles con la estilista Lauren Knudsen. Previamente había mantenido relaciones con Katie Wagner, hija del actor Robert Wagner, con la actriz Sharon Stone y con Lisa Loeb, con cuya banda participó en un tour.
En 2006 organizó la gira Zappa plays Zappa, para la que formó una banda con la intención de dar a conocer la música de su padre entre los jóvenes. El tour, que comenzó en mayo en Europa y siguió en EE. UU., contó con invitados como Steve Vai, Napoleon Murphy Brock y Terry Bozzio. En 2015 hizo una gira por los 40 años del álbum One Size Fits All por Estados Unidos, Canadá, Latinoamérica y Europa. Zappa Plays Zappa tiene fechas de concierto ya programadas en Estados Unidos para el 2016.

## Discografía
- My Mother is a Space Cadet - 1982
- Havin' a Bad Day - 1986
- My Guitar Wants to Kill Your Mama - 1988
- Confessions - 1991
- Shampoohorn - 1994
- Music For Pets - 1996
- Pet Box
- Automatic - 2000
- Go with What You Know - 2006
- Zappa Plays Zappa - 2008
- lets talk about(album) 2008
- Return Of The Son Of ... - 2010
- Via Zammata' - 2015